# Voatamalo capuronii
Voatamalo capuronii là một loài thực vật có hoa trong họ Picrodendraceae. Loài này được Bosser miêu tả khoa học đầu tiên năm 1975.